# هاموشاوات
هاموشاوات (الاسم العلمي: Chironominae)، هي أسرة من الحشرات تتبع فصيلة الهاموشيات من رتبة ذوات الجناحين.